# Terminal (informática)

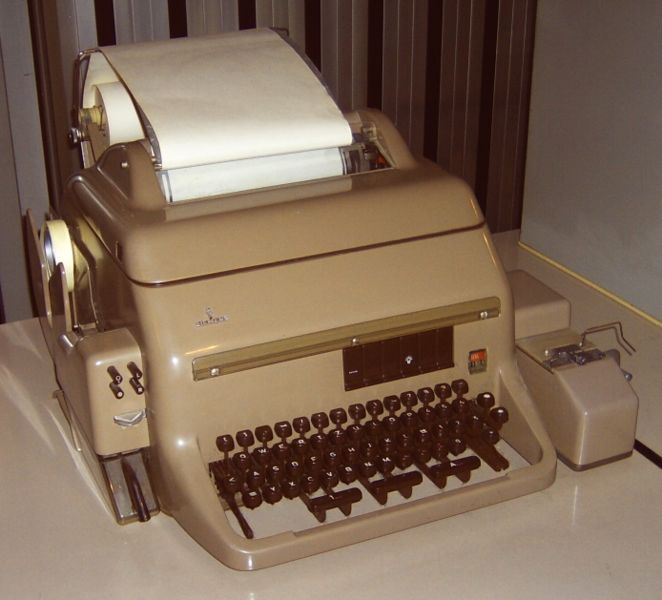
Teletipo: se tecleaba la orden en el teclado y se imprimía la respuesta en papel (derecha: lector; izquierda: perforador de cinta).

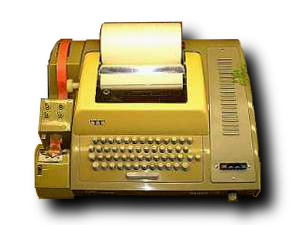
Un terminal ASR-33. Para más rapidez se podían introducir los datos por medio de cintas perforadas (a la izquierda, el lector y perforador de cintas).

En el ámbito del hardware de informática, se denomina un o una terminal o una consola al dispositivo electrónico o electromecánico que se utiliza para interactuar con una computadora u ordenador.
El concepto de terminal suele confundirse con el de emulador virtual, que consiste en un programa que emula las especificaciones de un terminal estándar (por ejemplo, VT52, VT100, VIP, IBM 3270). Una terminal, por su parte, puede definirse como cada una de las computadoras conectadas a la red. También recibe el nombre de nodo o estación de trabajo.
Comparadas con las tarjetas perforadas o las cintas de papel, las primeras terminales eran dispositivos baratos pero muy lentos para la entrada de datos. Sin embargo, a medida que la tecnología mejoró y que fueron introducidas las pantallas de video, las terminales sacaron de la industria a tales formas de interacción. Un avance relacionado fueron los sistemas de tiempo compartido, que se desarrollaron en paralelo y compensaron cualquier ineficacia en la habilidad de mecanografiado del usuario con la capacidad de soportar a múltiples usuarios conectados a la misma máquina, cada uno de ellos con su propia terminal.
La función de una terminal está confinada a la exhibición y entrada de datos. Un dispositivo con una significativa capacidad local programable de procesamiento de datos es llamado "terminal inteligente" o cliente pesado. Una terminal que depende de la computadora huésped para su capacidad de procesamiento es llamada «cliente ligero».
Una computadora personal puede correr un software que emule la función de una terminal, permitiendo a veces el uso concurrente de programas locales y el acceso a un distante sistema huésped de terminal.

## Historia

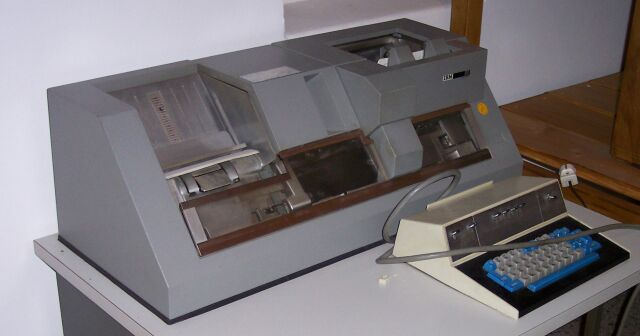
Máquina perforadora de tarjetas IBM. El programador debía perforar cada línea de su programa en una tarjeta y entregar el fajo de tarjetas al administrador del computador, quien lo colocaba en la entrada de datos junto a los fajos (programas) de los otros usuarios.

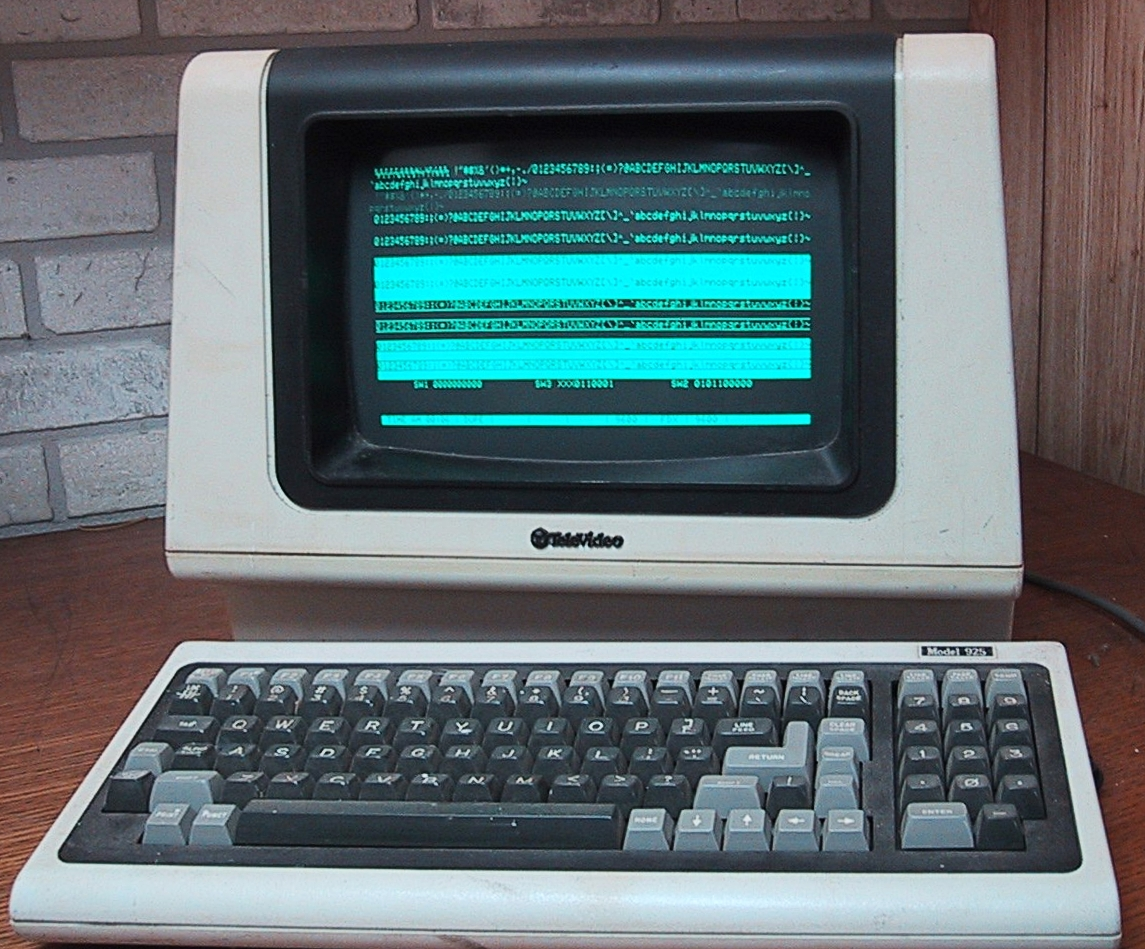
Una terminal de televideo de modo de caracteres ASCII, usando un microprocesador, manufacturado alrededor del año 1982.

Las primeras terminales de usuario conectadas a las computadoras fueron las teleimpresoras electromecánicas (TTY), como el teletipo Modelo 33, utilizado originalmente para la telegrafía, o el Friden Flexowriter. Posteriormente se desarrollaron terminales de impresión como el DECwriter. Sin embargo, las terminales de impresión se vieron limitadas por la velocidad a la cual se podía imprimir el papel, ya que el registro en papel era innecesario para el uso interactivo.
Las primeras pantallas de video de computadora a veces fueron apodadas "TTY de vidrio" y usaron puertas lógicas individuales, sin CPU. Una de las motivaciones para el desarrollo del microprocesador era simplificar y reducir la electrónica requerida en un terminal (ver Datapoint 2200). La mayoría de los terminales eran conectados a los mainframes y a menudo tenían una pantalla verde o ámbar. Los terminales típicamente se comunican con el computador por medio de un puerto serial, frecuentemente usando la interfaz serial RS-232. Los sistemas de IBM se comunicaban por un cable coaxial usando el protocolo Systems Network Architecture (SNA) de IBM.
Posteriormente se introdujeron las llamadas terminales "inteligentes", como la VT52 y la VT100, hechas por la empresa DEC, que todavía son ampliamente emulados en software. Estos fueron llamados "inteligentes" porque tenían la capacidad de interpretar secuencias de escape para colocar el cursor en una posición determinada y para controlar la pantalla. Algunos notables tipos de terminales diferentes del VT100 incluyen al IBM 3270, varios modelos de Wyse (entre los que se encuentran el Wyse 60 el cual fue un producto estrella y muchos todavía están funcionando), y el Tektronix 4014.
A finales de 1971 y principios de la década de 1980, había docenas de fabricantes de terminales, incluyendo DEC, Wyse, Televideo, Hewlett Packard, IBM, Lear-Siegler y Heatkit, muchos de los cuales tenían secuencias de comando incompatibles.
Mientras que las primeras IBM PC solo tenían pantallas de color verde, estas pantallas no eran terminales. La pantalla de un PC no contenía ningún hardware de generación de caracteres; todas las señales y formato de video eran generados por la tarjeta de exhibición video en el PC. No obstante, con un conveniente software de terminal, los PC podían emular un terminal al ser conectados con un computador central. Eventualmente, los computadores personales basados en microprocesador redujeron grandemente la demanda en el mercado para los terminales. Hoy, la mayoría de los clientes de telnet de los PC proporcionan la emulación del terminal más común, el DEC VT100.

## Terminales de texto

Un típico terminal de texto produce la entrada y exhibe la salida y los errores.

Un terminal de texto, o a menudo solo terminal (a veces consola de texto), es un terminal con una interfaz serial para comunicarse con un computador, un teclado para entrada de datos y una pantalla para exhibición de únicamente caracteres alfanuméricos (sin gráficos). La información es presentada como un arreglo de caracteres preseleccionados. Cuando tales dispositivos usan una pantalla de video como un tubo de rayos catódicos, son llamados "unidad de presentación visual" (UDV) o "terminal de exhibición video" (VDT).
Originalmente, los terminales de texto eran terminales de computador electrónicos conectados con los computadores por un puerto serial, pero los computadores posteriores tienen consolas de sistema incorporadas y programas emuladores de terminales que trabajan en un ambiente de escritorio gráfico. Las exhibiciones gráficas no han erradicado al terminal de texto pues este es conveniente para los programadores de computadoras y apropiado para la interfaz de línea de comandos y las interfaces de texto de usuario. La mayoría de los lenguajes de programación soportan los flujos estándar para el texto de la entrada y de impresión, y es simple conectar los flujos con un terminal de texto.

## Terminal tonto
El significado específico del término terminal tonto puede variar dependiendo del contexto en el cual es usado.
En el contexto de los terminales tradicionales de computadora que se comunican sobre una conexión serial RS-232, los terminales tontos solo pueden interpretar un número muy limitado de códigos de control (CR, LF etc.) pero no tienen la capacidad de procesar las secuencias de escape especiales que realizan funciones como borrar una línea, borrar la pantalla, controlar la posición del cursor, los colores del texto, etc. En este contexto los terminales tontos a veces son llamados como teletipos de cristal, porque esencialmente tienen la misma funcionalidad limitada que la de un teletipo mecánico. Este tipo de terminal tonto todavía es soportado en sistemas modernos tipo Unix ajustando la variable de entorno TERM al valor dump. Los terminales listos o inteligentes son los que también tienen la capacidad de procesar secuencias de escape, en particular las de los terminales VT52, VT100 o las secuencias de escape ANSI.
En el contexto más amplio, que abarca todas las formas de dispositivos de comunicación de computador de teclado/pantalla, incluyendo los computadores personales, estaciones de trabajo sin disco, computadores de red, clientes livianos y terminales X, el término terminal tonto es a veces usado para referirse a cualquier tipo de terminal tradicional que se comunique en serie con una conexión RS-232 y que no procese datos ni ejecute programas de usuario localmente.
El término terminal tonto a veces se refiere a los terminales de computadora públicos, limitados a las capacidades de solo texto monocromático; o a los terminales que transmiten cada carácter a medida que es mecanografiado en vez de esperar hasta que sea pedido por un computador huésped.

## Terminales gráficos
Un terminal gráfico puede exhibir imágenes tan bien como texto. Los terminales gráficos son divididos en terminales modo de vector y modo de trama (rasterizado).
Una exhibición de modo vectorial dibuja directamente líneas en la superficie de un tubo de rayos catódicos bajo el control del sistema de computador huésped. Las líneas son formadas continuamente, pero puesto que la velocidad de la electrónica es limitada, el número de líneas concurrentes que pueden ser exhibidas al tiempo es limitado. Las exhibiciones del modo vectorial fueron históricamente importantes, pero no son usadas ya. Prácticamente todas las representaciones gráficas modernas son de modo rasterizado, descendiendo de las técnicas de exploración del cuadro usadas para la televisión, en la cual los elementos visuales son un arreglo rectangular de píxeles. Puesto que la imagen de trama es solamente perceptible al ojo humano como un todo por un muy breve período, la trama debe ser refrescada muchas veces por segundo para dar el aspecto de una exhibición persistente. Las demandas electrónicas de refrescar la memoria de exhibición significaron que los terminales gráficos fuesen desarrollados mucho más posteriormente que los terminales de texto y que, inicialmente, costaran mucho más.
Actualmente, la mayoría de los terminales son gráficos, es decir, pueden mostrar imágenes en la pantalla. El término moderno para el terminal gráfico es "cliente ligero". Típicamente, un cliente ligero usa un protocolo como el RDP para Microsoft Windows o el X11 para los terminales Unix. El ancho de banda necesario depende del protocolo usado, de la resolución y de la profundidad del color.
Los terminales gráficos modernos permiten la exhibición de imágenes en color y de texto en varios tamaños, colores y fuentes (tipografías).